# Heiliger See (Altägypten)

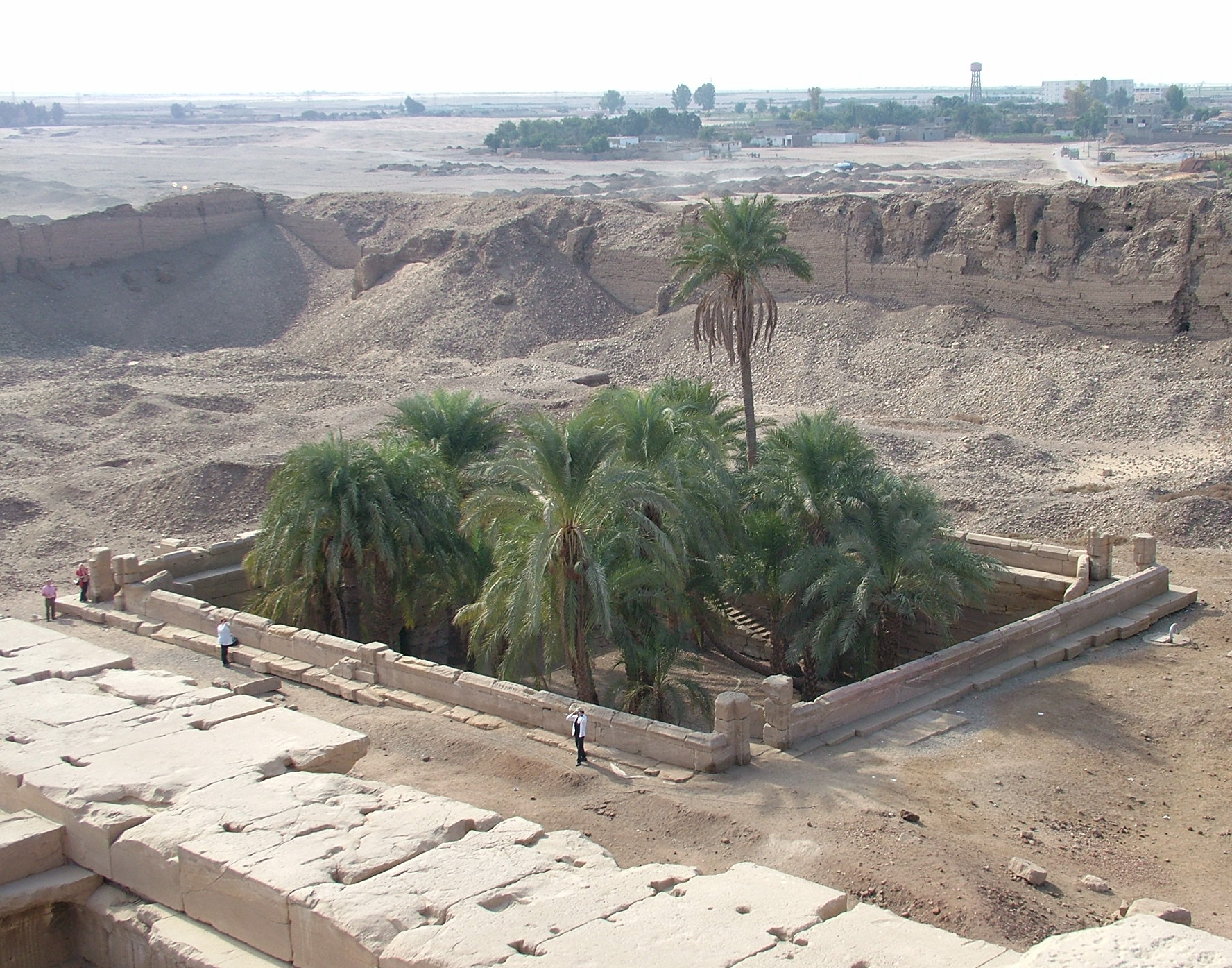
Heiliger See von Dendera

Ein heiliger See ist in altägyptischen Tempeln ein rechteckiges, ummauertes künstliches Gewässer mit Zugangstreppen. Im weiteren Sinne umfasst der Begriff auch sonstige Tempelteiche mit abgerundeten Ecken (in Maru-Tempeln), T-förmige Kanalteiche, hufeisenförmige oder ringförmig auftretende Teiche mit künstlichen Inseln. Die eigentlichen heiligen Seen mit rechteckigem Grundriss haben sich erst ab dem Neuen Reich entwickelt.
Die meisten heiligen Seen waren sorgfältig ausgehoben, reichten bis zum darunter liegenden Grundwasser und waren von Baumgärten umgeben. Da die Wasserhöhe je nach Jahreszeit schwankte, war ein Stufenzugang nötig, der unmittelbar neben dem Haupttempel zum See führte. Die Seen hatten sowohl eine funktionale als auch eine symbolische Bedeutung. Funktional dienten sie als Wasservorrat für Opfer und Reinigungsrituale, zur Verschönerung der Tempel und zur Ausfahrt von Kultbarken. Jeder Priester musste bei Sonnenaufgang im See baden, bevor er gereinigt den Tempel betreten durfte. Als mythologisches Gewässer spielte der heilige See eine wichtige Rolle in den ägyptischen Schöpfungsmythen. Eines der wichtigsten gefeierten Rituale war die Geburt und der Sieg des Tempelgottes über seine Feinde. Im Tempel von Sais feierte man im dortigen See die Auferstehung des Osiris.
Die meisten heiligen Seen wurden mit der Zeit verschüttet. Der heilige See von Karnak ist der einzige, der heute vollständig gesäubert und geflutet wurde. Als besonderes Merkmal besitzt er einen engen Tunnel, durch den Gänse (als Erscheinungsform Amuns) getrieben wurden, um zu einem geeigneten Zeitpunkt an der Wasseroberfläche zu erscheinen.

## Abmessungen verschiedener heiliger Seen
| Ort          | Tempel                | Maße         |
| ------------ | --------------------- | ------------ |
| Karnak       | Tempel des Amun-Re    | 120 × 77 m   |
| Tanis        | Tempel des Amun/Chons | 060 × 50 m   |
| Sais         | Tempel der Neith      | 035 × 34 m   |
| Dendera      | Tempel von Dendera    | 033 × 28 m   |
| Armant       | Geburtshaus           | 030 × 26 m   |
| el-Kab       | Tempel der Nechbet    | 030 × 20 m   |
| Medinet Habu | Kleiner Tempel        | 020 × 18 m   |
| Karnak       | Tempel des Month      | 018 × 16 m   |
| Medamud      | Tempel des Month      | 017 × 15 m   |
| At-Tod       | Tempel von el-Tod     | 016 × 11,5 m |
| Elephantine  | Tempel des Chnum      | 011 × 8 m    |